# Thomas Schlieter
Thomas Schlieter (* 28. Januar 1981 in Duisburg) ist ein deutscher Fußballspieler.

## Karriere
Thomas Schlieter stammt aus der Jugend von MSV Duisburg. Bis 2001 spielte er beim Duisburger FV 08, als er zu den Sportfreunden Hamborn 07 wechselte, wo er bis 2003 spielte. Anschließend erfolgte der Wechsel zu Adler Osterfeld. Im Jahr 2005 wurde Schlieter von SSVg Velbert verpflichtet. Zur Winterpause der Saison 2006/07 wechselte Schlieter zu Rot-Weiß Oberhausen und stieg in der Saison in die Regionalliga Nord auf. In der darauffolgenden Spielzeit gelang ihm mit RWO der „Durchmarsch“ in die 2. Bundesliga. Schlieter gab am 2. Spieltag der Saison 2008/09 gegen den FC Ingolstadt 04 sein Zweitligadebüt.
In den folgenden drei Jahren Zweitligazuhehörigkeit von RWO kam Thomas Schlieter auf 82 Einsätze in der 2. Bundesliga, bis der Verein nach der Saison 2010/11 in die 3. Liga absteigen musste. Schlieter schloss sich daraufhin dem Regionalligisten Wuppertaler SV Borussia an und unterschrieb dort im Juni 2011 einen Zweijahresvertrag. Im Juli 2013 wechselte er zum VfB Homberg in die Oberliga Niederrhein. Nach zwei Jahren stieg er mit dem VfB 2015 aus der Oberliga in die Landesliga ab. Als Landesligameister 2016 kehrte man umgehend wieder in die alte Spielklasse zurück. Am 18. Dezember 2016 gab der Verein vor dem Oberliga-Heimspiel gegen den VfB 03 Hilden bekannt, dass sich Thomas Schlieter auf eigenen Wunsch aus dem Oberliga-Kader zurückzieht. Anschließend lief er noch für die Homberger Reservemannschaft auf – zeitweise als Kapitän –, mit der er im Sommer 2018 aus der Kreisliga A in die Bezirksliga aufsteigen konnte. Zum Ende der Saison 2018/19 hängte Schlieter – nach mehreren Ankündigungen, dies früher zu tun – die Fußballschuhe "endgültig" an den Nagel.
Im Januar 2020 wurde bekannt, dass Thomas Schlieter in der Rückrunde der Saison 2019/20 für den BV Osterfeld in der Kreisliga B auflaufen würde. Dort traf er auf frühere RWO-Weggefährten wie Tuncay Aksoy oder Musa Çelik, der angestrebte Aufstieg in die Kreisliga A wurde verpasst.

## Erfolge
mit Rot-Weiß Oberhausen:
- Aufstieg in die Regionalliga Nord: 2006/07
- Aufstieg in die 2. Bundesliga: 2007/08

mit dem VfB Homberg:
- Aufstieg in die Oberliga Niederrhein (als Kapitän): 2015/16
- Aufstieg in die Bezirksliga (mit der zweiten Mannschaft): 2017/18